# Necrotic Flesh
Necrotic Flesh ist eine deutsche Death-Metal-Band aus Bayern.

## Geschichte
Gegründet wurde die Band im Jahr 2001 in der niederbayerischen Kreisstadt Kelheim von Jürgen (Bass, Gesang), Tobi (Schlagzeug) und Willi (Gitarre). Vor seiner Zeit bei Necrotic Flesh wirkte der Schlagzeuger in einer Band namens Infected Virulence und seine Mitstreiter waren zu der Zeit zudem noch bei Rot in Hell (Willi) bzw. Memorial Day (Jürgen) aktiv. Über die letztgenannte Band kannte Bassist Jürgen auch Markus Rösner, Inhaber des baden-württembergischen Musiklabels MDD Records. Als die Band diesem 2005 die fertigen Aufnahmen für das ursprünglich als Demo angedachte Debütalbum Postmortem Pleasures schickte, nahm er die Musiker unter Vertrag und veröffentlichte das Werk im selben Jahr. Die Musikproduktion fand im Cold-Sound Studio statt, Produzent war Andy Fritsch.
Im Jahr 2007 erschien das zweite Album Gore Gourmet. Die erste Ankündigung inklusive Vorabveröffentlichung der geplanten Titel wie auch des beabsichtigten Covers erfolgte im Sommer des Jahres. Das Cover zensierte die Band später vorsorglich selbst, um möglichen Problemen mit der damaligen BPjM aus dem Weg zu gehen. Wie beim Debütalbum wurde das Motiv von dem Künstler Tom Pryer gestaltet und die Aufnahmen fanden unter der Leitung von Andy Fritsch statt.
Im Frühjahr 2012 berichtete Schlagzeuger Tobi in einem Interview, dass die Band zwischenzeitlich einen Besetzungswechsel an der Gitarre vollzogen habe: Der langjährige Gitarrist Willi sei aus persönlichen Gründen ausgestiegen und als Nachfolger Toto an Bord gekommen. 2016 spielte die Band auf dem Festival Sick Midsummer Austria in der oberösterreichischen Marktgemeinde Scharnstein. Bei einem Konzert zum Jahresanfang 2018 im Allgäu wurde Bernd als „neuer Mann an der Gitarre“ angekündigt.
Gemäß eigenen Angaben gehen die Musiker im Alltag bürgerlichen Berufen nach. Schlagzeuger Tobi wirkte 2012 im Film Legend of Hell des Horrorfilm-Regisseurs Olaf Ittenbach als Statist mit.

## Stil
Bei einer Besprechung des Debütalbums Postmortem Pleasures fasste Christian Wögerbauer vom Online-Magazin Vampster im Januar 2006 seinen Eindruck mit „Oldschool Death Metal aus Bayern, wie er vor 15 Jahren auf dem Plattenteller hätte liegen können“ zusammen. Bei den schnelleren Passagen fühlte er sich „etwas an Cannibal Corpse erinnert“ und beim Gesang und den schleppenden Abschnitten „stellenweise an Pungent Stench“.
Für das Album Gore Gourmet fielen bei Vampster als Referenzen die Bands Pungent Stench, Obituary und „frühe Six Feet Under“. Bei Metal Inside wurde betont, dass es weiterhin „Death Metal im Stile der frühen 90er“ gebe, jedoch „diesmal mit etwas stärkerer US-Schlagseite“. Bei Powermetal.de wurde dies dahingehend präzisiert, dass es sich um eine „relativ simple, ordentlich ballernde Mischung aus eingängigem, rohem Death Metal der Autopsy-/Master-Schule“ handele.

## Diskografie
- 2005: Postmortem Pleasures  (Album, MDD Records)
- 2007: Gore Gourmet (Album, MDD Records)